# 中川知香
中川 知香（なかがわ ちか、1993年5月31日 - ）は、日本のモデル、女優。
新潟県柏崎市出身。オスカープロモーション所属。帝京大学外国語学部卒業。

## 来歴
2015年、ミス・ワールド2015日本大会に出場し、応募総数6,820名の中から日本代表に選ばれ、世界大会に出場し、ベスト30名に選出される。。
2015年10月20日、2016年度トリンプ・イメージガールに川辺優紀子と共に選ばれる。新潟県出身者がトリンプ・イメージガールに起用されたのは、2012年の田辺岬以来4年ぶりであった。
2016年3月23日、同じ事務所の松尾幸実、田中道子、和田安佳莉と共に『女優宣言』のお披露目会見を行う。2017年1月、テレビ朝日木曜ドラマ『就活家族〜きっと、うまくいく〜』で連続テレビドラマ初出演を飾る。
2019年9月、新たに結成された「C.C.ガールズ3」のメンバーとなる。

## 人物・エピソード
- 姉が1人いる[10]。
- 特技は書道、バスケットボール。中学時代はバスケ部のキャプテンをしていた[11]。
- 中学2年の時に新潟県中越沖地震が発生した際、避難所でのボランティア活動に参加していた[12]。
- 2016年10月にはスポーツフードスペシャリストの資格を取得した[13]。

## 出演

### テレビドラマ
- 就活家族〜きっと、うまくいく〜（2017年1月12日 - 3月9日、テレビ朝日） - 戸川加奈 役[8]
- 脳にスマホが埋められた!（2017年7月6日 - 9月14日、日本テレビ） - 楓 役[14]
- 帯ドラマ劇場「越路吹雪物語」（2018年1月8日 - 3月30日、テレビ朝日） - 松尾セツ 役[15]
- ラストチャンス 再生請負人（2018年7月16日 - 9月3日、テレビ東京） - 久原佳奈 役
- 私のおじさん〜WATAOJI〜（2019年1月11日 - 3月9日、テレビ朝日）- 小見彩華 役
- 白い巨塔 第三夜・第四夜（2019年5月24日・25日、テレビ朝日）
- べしゃり暮らし 第2話 - 最終話（2019年8月3日 - 9月14日、テレビ朝日） - 望月ひかり 役[16]
- 来世ではちゃんとします 第3話 - 最終話（2020年1月23日 - 3月26日、テレビ東京） - 心ちゃん 役[17]
  - 来世ではちゃんとします2（2021年8月11日 - 9月30日）[18][19]
  - 来世ではちゃんとします お正月初夢SP（2022年1月1日）
  - 来世ではちゃんとします3（2023年1月5日 - 3月23日）[20]
- ハムラアキラ〜世界で最も不運な探偵〜 第1話（2020年1月24日、NHK総合） - 生沢メイ 役
- 黒革の手帖～拐帯行～（2021年1月7日、テレビ朝日） - 留美 役
- モコミ〜彼女ちょっとヘンだけど〜 第1話・2話（2021年1月23日 - 30日、テレビ朝日） - 上田美穂 役
- IP〜サイバー捜査班（2021年7月1日 - 9月16日、テレビ朝日） - 畑野陽葵 役[21]
- 波よ聞いてくれ（2023年4月21日 - 、テレビ朝日） - 久古蘭 役[22]

### 映画
- 恋愛終婚（2024年10月18日公開） - 三ツ峰麻衣 役[23][24]
- サイボーグ一心太助（2025年1月24日公開） - 宮田仲子 役[25]

### バラエティ
- 出発!ローカル線 聞きこみ発見旅（2019年5月27日、BSテレ東） - 神戸電鉄[26]

### イベント
- GirlsAward2017S/S（2017年5月3日、国立代々木競技場第一体育館）[27]